# Agentura pro závažný organizovaný zločin
Agentura pro závažný organizovaný zločin (anglicky Serious Organised Crime Agency, zkráceně SOCA) byl britský státní úřad, jehož úkolem je prosazování práva ve Spojeném království a to zejména v oblasti potírání organizovaného zločinu. Oficiálně vznikl 1. dubna 2006 sloučením National Crime Squad, National Criminal Intelligence Service, National Hi-Tech Crime Unit, částí HM Revenue and Customs a částí Immigration and Nationality Directorate. Agentura zanikla 7. října 2013.
Soca měla přibližně 4200 zaměstnanců a hlavní sídlo bylo v Londýně. Z mezinárodního hlediska byla agentura reprezentací Spojeného království v Interpolu, Europolu a Schengenském informačním systému.